# Gastrostoma
Ein Gastrostoma (von altgriechisch γαστήρ gaster „Magen, Bauch“, und στόμα stóma, „Mund“), genannt auch (künstliche) Magenfistel, ist eine durch die Bauchwand angelegte Öffnung in den Magen. Das Anlegen eines Gastrostomas wird als Gastrostomie bzw. Magenfisteloperation bezeichnet.
Um 1837 hatte Ch. A. Egeberg bei Unmöglichkeit der Zufuhr von Speisen durch eine Verengung der Speiseröhre vorgeschlagen, eine Magenfistel zur Ernährung des Patienten anzulegen, was Bassow 1842 in Moskau an Hunden versuchte. Erstmals beschrieben und ausgeführt wurden, gestützt auf 1843 durchgeführte Versuche mit Hunden, die von Blondelot so am Leben erhalten wurden, in Straßburg 27 Gastrostomien (bei Ösophagusstenose) zwischen 1846 und 1849 von dem französischen Chirurgen Charles Emmanuel Sédillot, der am 13. November 1849 eine Gastrostomie in Chloroformnarkose bei einem 52-jährigen Mann mit Ösophagusstenose, der binnen eines Jahres 54 Kilogramm abgenommenen hatte, vorgenommen hat. Die Therapie scheiterte jedoch in beinahe allen Fällen an tödlich ausgehenden septischen Bauchfellentzündungen. Im Jahr 1886 publizierte Viktor von Hacker ein Verfahren zum Verschluss der künstlichen Magenfistel mit einem Bauchmuskel, 1888 der Schweizer Girard eine Methode mit (funktioneller) Sphinkterbildung. Eine sogenannte Cholezystogastrostomie wurde erstmals von dem österreichischen Chirurgen Robert Gersuny 1892 in Döbling durchgeführt.

## Indikation
Ein Gastrostoma erlaubt die künstliche Ernährung bei Patienten, die nicht schlucken können und gilt als Alternative zur parenteralen Ernährung. Die Nutzung kann von Angehörigen zuhause vorgenommen werden.
Bei bestehendem gastroösophagealem Reflux ist die Kombination mit einer Antirefluxplastik erforderlich.
Ein temporäres Stoma kann nach größeren Eingriffen an Schluckapparat und Speiseröhre der besseren Ausheilung durch passagere Ruhigstellung dienen, kommt auch bei längerstreckiger Ösophagusatresie zur Anwendung als Überbrückung bis zur endgültigen Operation.
Im Einzelfall dient das Gastrostoma oder die PEG als Ablauf für Mageninhalt als Alternative zur transnasalen Magensonde.

## Methode
Eine Gastrostomie kann

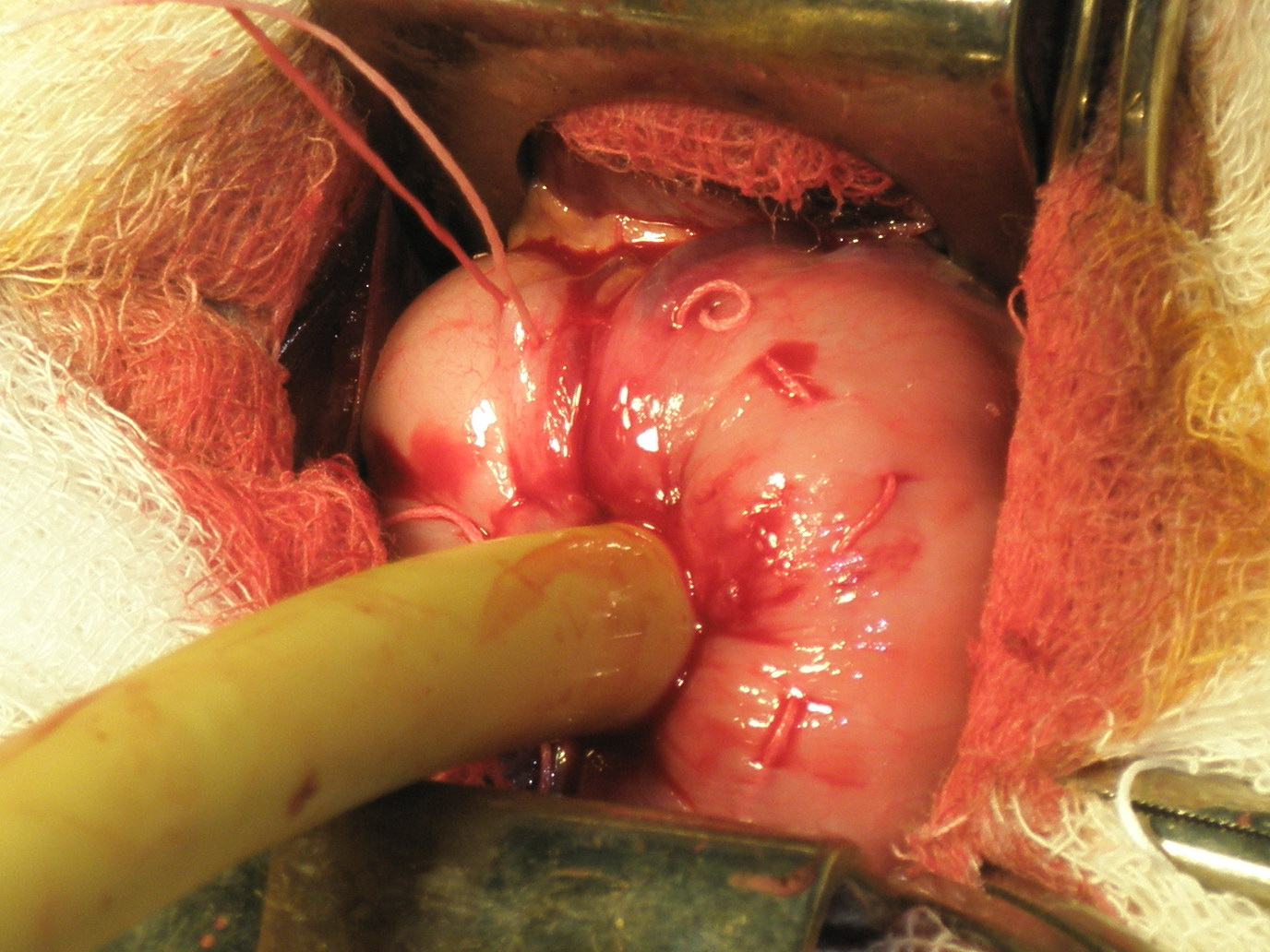
Anlage einer Kader-Fistel

- operativ als Kader-Fistel (seit 1896[11]), benannt nach dem Breslauer Chirurgen Bronisław Kader (1863–1937), oder Witzel-Fistel, mit ab 1891[12] eingeführten Operationsmethoden[13][14]
- CT-gesteuert durch die Interventionelle Radiologie

oder
- endoskopisch vorgenommen werden.

Die letzte Form, die endoskopische Anlage als perkutane endoskopische Gastrostomie, ist in Deutschland das gängige Verfahren.
Die weltweit erste Gastrostomie gelang Daniel Schwabe 1635 in Königsberg.

## Komplikationen
Als typische Komplikationen können auftreten:
- Infektionen der Stomiestelle
- Undichtigkeit „Leckage“ in die Bauchhöhle
- Perforation durch die eingebrachte Fütterungssonde.